# Edward Coke
Sir Edward Coke (/kʊk/ "cook", anteriormente /kuːk/; 1 de febrero de 1552 - 3 de septiembre de 1634) fue un abogado, juez y político inglés. A menudo se le considera el mayor jurista de las eras isabelina y jacobina.
Nacido en una familia de clase alta, Coke fue educado en el Trinity College, Cambridge, antes de irse a estudiar al Inner Temple, donde fue llamado a la barra el 20 de abril de 1578. Como abogado, participó en varios casos destacados, incluido el Caso Slade, antes de ganar suficiente favor político para ser elegido para el Parlamento, donde sirvió primero como Procurador General y luego como Presidente de la Cámara de los Comunes. Tras ascender a Fiscal General, dirigió la acusación en varios casos notables, incluidos los contra Robert Devereux, Sir Walter Raleigh y los conspiradores del Complot de la Pólvora. Como recompensa por sus servicios, fue primero nombrado caballero y luego nombrado Juez Principal de los Pleitos Comunes.
Como Juez Principal, Coke restringió el uso del juramento ex officio (Cámara Estrellada) y, en el Caso de las Proclamaciones y el Caso del Dr. Bonham, declaró que el Rey estaba sujeto a la ley y que las leyes del Parlamento serían nulas si violaban el "derecho común y la razón". Estas acciones finalmente llevaron a su traslado al Juzgado Principal del Banco del Rey, donde se sintió que podría hacer menos daño. Coke luego restringió sucesivamente la definición de traición y declaró ilegal una carta real, lo que llevó a su destitución del tribunal el 14 de noviembre de 1616. Sin posibilidad de recuperar sus cargos judiciales, regresó al Parlamento, donde rápidamente se convirtió en un miembro destacado de la oposición. Durante su tiempo como miembro del Parlamento, escribió y luchó por el Estatuto de los Monopolios, que restringió sustancialmente la capacidad del monarca para otorgar patentes, y redactó y fue instrumental en la aprobación de la Petición de Derechos, un documento considerado uno de los tres documentos constitucionales cruciales de Inglaterra, junto con la Carta Magna y la Declaración de Derechos de 1689.
Coke es conocido en la actualidad por sus Institutos, descritos por John Rutledge como "casi los cimientos de nuestra ley", y sus Reportes, que han sido llamados "quizás la serie de informes nombrados más influyente". Históricamente, fue un juez muy influyente; dentro de Inglaterra y Gales, sus declaraciones y obras se utilizaron para justificar el derecho al silencio, mientras que el Estatuto de los Monopolios se considera una de las primeras acciones en el conflicto entre el Parlamento y el monarca que condujo a la Guerra Civil Inglesa. En América, la decisión de Coke en el Caso del Dr. Bonham se utilizó para justificar la anulación tanto del Ley del sello de 1765 como de las órdenes de asistencia, lo que llevó a la Guerra de Independencia de Estados Unidos; después del establecimiento de los Estados Unidos, sus decisiones y escritos influyeron profundamente en la Tercera y Cuarta Enmiendas a la Constitución de los Estados Unidos, mientras que también fue necesaria la Decimosexta.

## Antecedentes familiares y primeros años de vida
El apellido "Coke", o "Cocke", se remonta a un William Coke en el centenar de South Greenhoe, ahora la ciudad de Norfolk de Swaffham, alrededor del año 1150. La familia era relativamente próspera e influyente: los miembros desde el siglo XIV en adelante incluían a un vicealguacil, un caballero banneret, un abogado y un comerciante. El apellido "Coke" se pronunciaba /ˈkuːk/ durante la era isabelina, aunque ahora se pronuncia /ˈkʊk/. El origen del nombre es incierto: se ha sugerido que "Coke" o "Cock" era una palabra que significaba "río" o "jefe" entre los britanos tempranos, pero una hipótesis más probable es que la ortografía surgiera de un intento de disfrazar la palabra "cocinero". Que "cocinero" y "coke" fueran homónimos en esta época se muestra por el hecho de que la segunda esposa de Coke, Elizabeth Hatton, regularmente deletreaba su nombre como "Cook" al escribirle.